# Амстердам (фільм)
«Амстердам» (англ. Amsterdam) — американський фільм Девіда О. Рассела.

## Синопсис
У 1930-х роках троє друзів стають свідками вбивства, їх підставляють і розкривають одну з найобурливіших змов в американській історії.

## Актори
| Актор                | Роль                  |
| -------------------- | --------------------- |
| Крістіан Бейл        | Берт Берендсен        |
| Марго Роббі          | Валері Воз            |
| Джон Девід Вашингтон | Гарольд Вудсман       |
| Кріс Рок             | Мілтон Кінг           |
| Аня Тейлор-Джой      | Ліббі Воз             |
| Зої Салдана          | Ірма Сент-Клер        |
| Майк Маєрс           | Пол Кентербері        |
| Майкл Шеннон         | Генрі Норкрос         |
| Тімоті Оліфант       | Тарім Мілфакс         |
| Андреа Райзборо      | Беатріс Ванденхойвель |
| Тейлор Свіфт         | Ліз Мікінс            |
| Роберт де Ніро       | генерал Ґіл Ділленбек |
| Рамі Малек           | Том Воз               |
| Матіас Шонартс       | детектив Гетвіллер    |
| Алессандро Нівола    | детектив Гілтц        |
| Коллін Кемп          | Єва Отт               |
| Ліланд Орсер         | містер Невінс         |

## Виробництво
У січні 2020 року було оголошено, що Девід О. Рассел буде сценаристом і режисером фільму без назви з Крістіаном Бейлом у головній ролі, а зйомки очікуються в квітні цього ж року. Марго Роббі та Майкл Б. Джордан приєдналися в лютому. Крім того, на роль Роббі розглядалася Дженніфер Лоуренс, на роль Джордана — Джеймі Фокс, а Майкл Шеннон, Майк Маєрс і Роберт Де Ніро вели переговори про приєднання до акторського складу. У жовтні до акторського складу приєднався Джон Девід Вашингтон, замінивши Джордана, який вибув через конфлікти в розкладі, а зйомки були відкладені через пандемію COVID-19. Зйомки розпочалися в січні 2021 року в Лос-Анджелесі, до складу яких долучилися Рамі Малек, Зої Салдана, Роберт де Ніро, Майк Маєрс, Тімоті Оліфант, Майкл Шеннон, Кріс Рок, Аня Тейлор-Джой, Андреа Райзборо, Маттіас Шонартс і Алессандро Нівола. У червні Тейлор Свіфт стала частиною акторського складу.
Зйомки завершилися в березні 2021 року.

## Випуск
Вихід фільму у США відбувся на 7 жовтня 2022 року. 6-го липня 2022 року вийшов офіційний трейлер фільму на Youtube-каналі 20th Century Studios.

## Зовнішні посилання
- Untitled David O. Russell project на сайті IMDb (англ.)